# Säve
Pour les articles homonymes, voir Save.
Säve est une localité de Suède située dans la commune de Göteborg du comté de Västra Götaland. Elle couvre une superficie de 0,47 km2. En 2010, elle compte 743 habitants.